# 다이너마이트

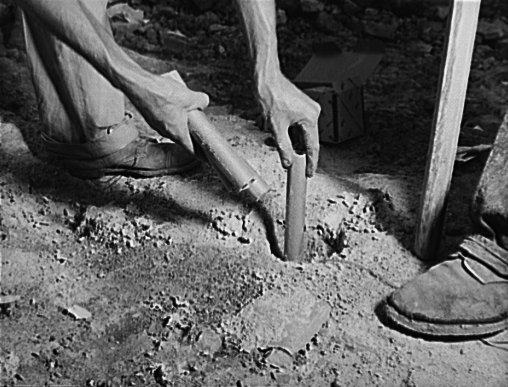
더글러스 댐 건설 중 다이너마이트 준비, 1942년

다이너마이트

다이너마이트(영어: Dynamite, 문화어: 다이나마이트)는 나이트로글리세린, 흡수제 (분말 껍질 또는 점토 등) 및 안정제 (화학)로 만들어진 폭발물이다. 이것은 스웨덴의 화학자이자 공학자인 알프레드 노벨이 독일 북부 게스트하흐트에서 발명했으며 1867년에 특허를 받았다. 이는 전통적인 흑색화약 폭발물보다 더 강력한 대안으로 빠르게 널리 사용되었다. 이는 나이트로글리세린의 유리한 폭발 특성을 활용하면서도 우발적 폭발 위험을 크게 줄인다.

## 역사

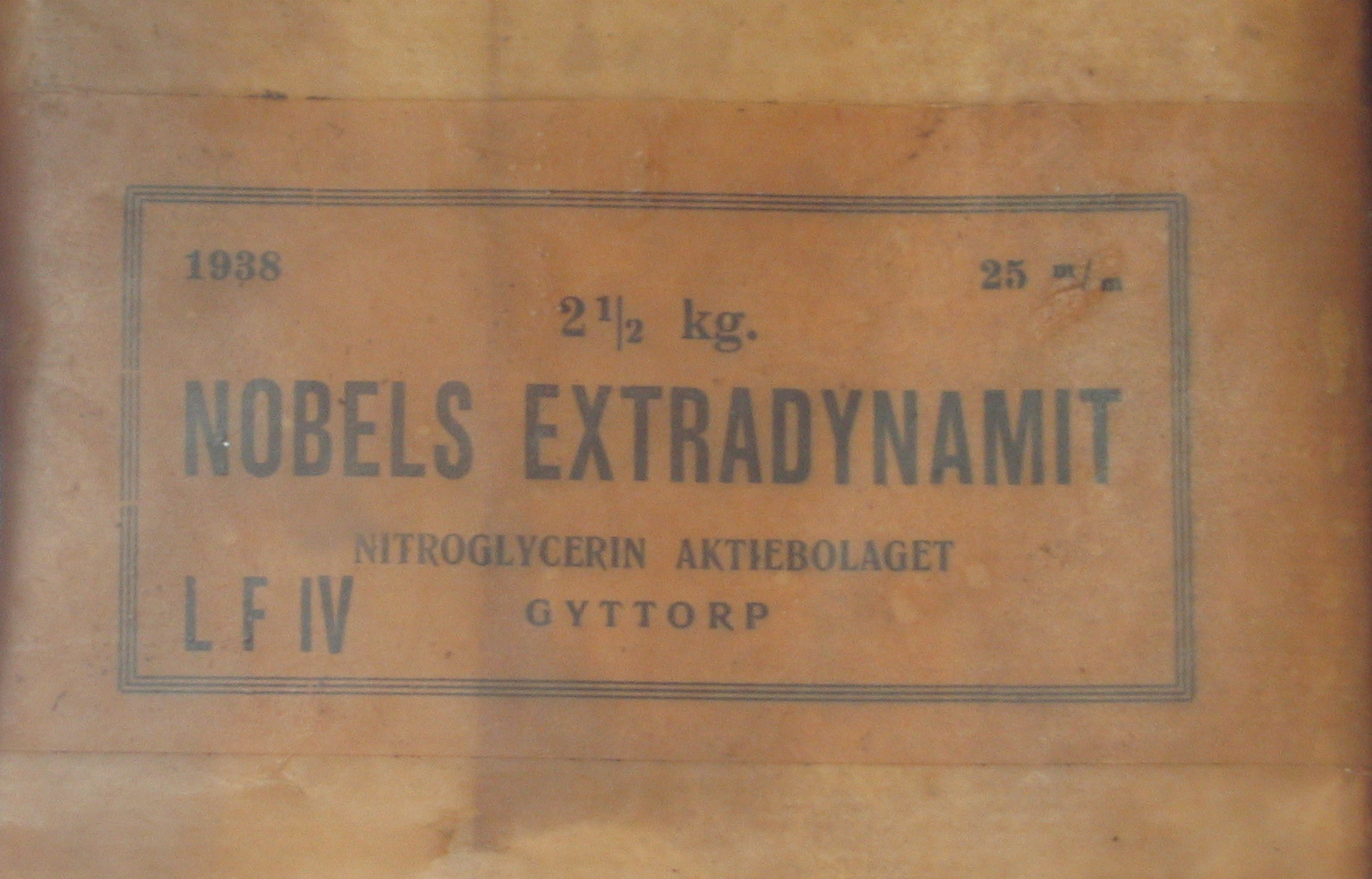
노벨의 옛 회사인 니트로글리세린 악티에볼라겟에서 제조한 "노벨의 엑스트라다이너마이트"

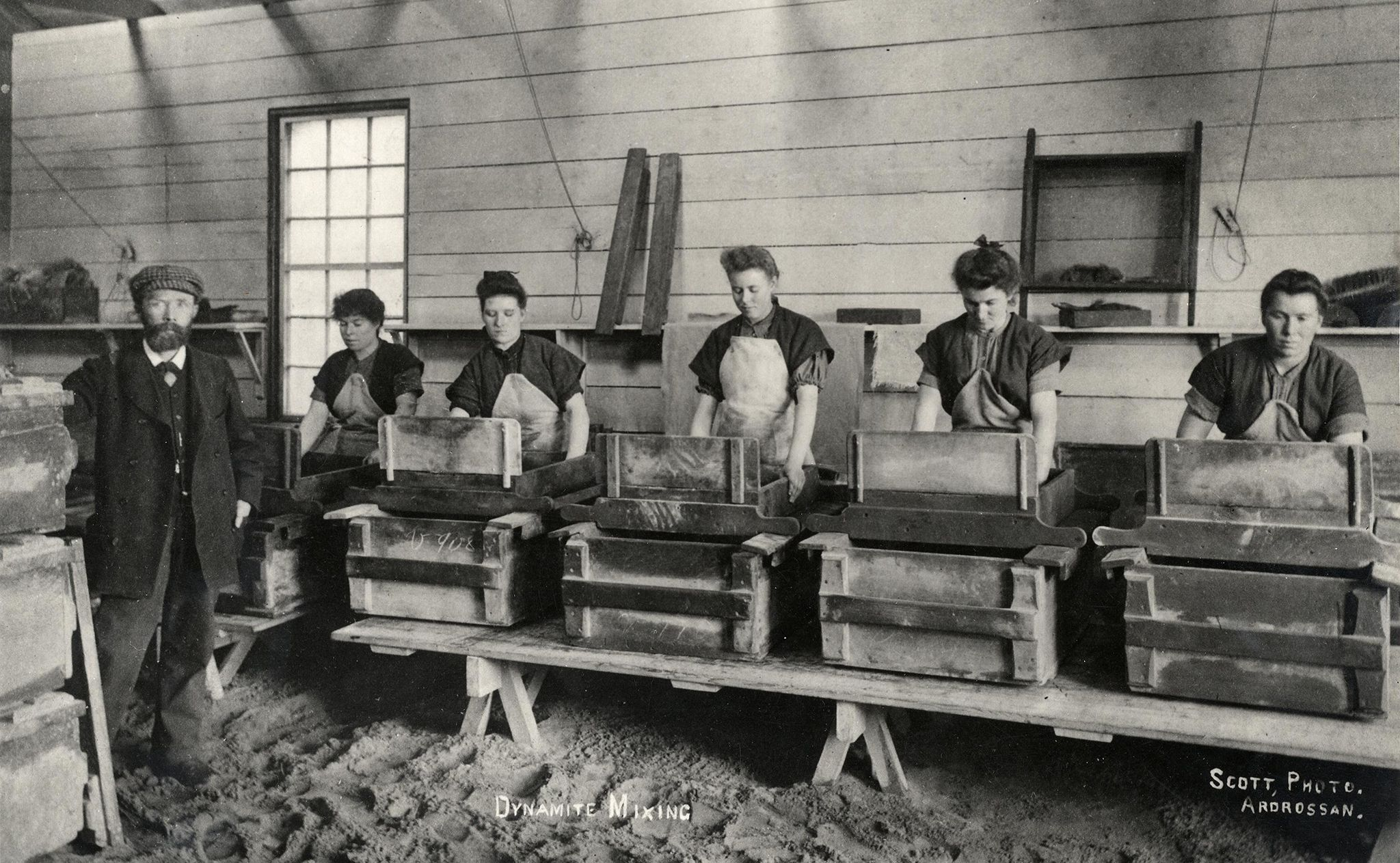
1897년 노벨의 아르디어 공장에서 다이너마이트를 혼합하는 여성들

다이너마이트는 1866년 스웨덴의 화학자 알프레드 노벨이 발명했으며, 흑색화약보다 강력하면서도 안전하게 다룰 수 있는 최초의 폭발물이었다.
알프레드 노벨의 아버지인 이마누엘 노벨은 산업가, 엔지니어, 발명가였다. 그는 스톡홀름에 다리와 건물을 건설하고 스웨덴 최초의 고무 공장을 설립했다. 그의 건설 작업은 그에게 흑색화약보다 더 효과적인 새로운 암석 발파 방법을 연구하도록 영감을 주었다. 스웨덴에서 몇 번의 실패한 사업 거래 후, 1838년 이마누엘은 그의 가족을 상트페테르부르크로 옮겼고, 그곳에서 알프레드와 그의 형제들은 스웨덴 및 러시아 가정교사 밑에서 개인 교육을 받았다. 17세에 알프레드 노벨은 2년간 해외로 보내졌고; 미국에서는 스웨덴의 엔지니어 존 에릭슨을 만났고 프랑스에서는 유명한 화학자 테오필-줄 펠루즈와 그의 제자 아스카니오 소브레로 밑에서 공부했는데, 소브레로는 1847년에 나이트로글리세린을 처음 합성했다. 펠루즈는 노벨에게 나이트로글리세린이 충격에 매우 민감하기 때문에 상업용 폭발물로 사용하지 말라고 경고했다.
1857년에 노벨은 수백 건의 특허 중 첫 번째 특허를 출원했는데, 대부분 공기압, 가스 및 유체 계측기에 관한 것이었지만, 나이트로글리세린의 폭발물로서의 잠재력에 계속 매료되어 있었다. 노벨은 아버지와 형인 에밀과 함께 나이트로글리세린과 흑색화약의 다양한 조합을 실험했다. 노벨은 신관 (장치), 즉 발파 캡을 발명하여 나이트로글리세린을 안전하게 폭발시키는 방법을 고안했으며, 이는 도화선 (신관)을 사용하여 원거리에서 제어된 폭발을 가능하게 했다. 1863년에 노벨은 구리 뇌관과 뇌홍으로 만든 발파 캡을 사용하여 순수한 나이트로글리세린의 첫 성공적인 폭발을 수행했다. 1864년에 알프레드 노벨은 발파 캡과 황산, 질산, 글리세린을 사용하여 나이트로글리세린을 합성하는 방법에 대한 특허를 출원했다. 1864년 9월 3일, 나이트로글리세린을 실험하던 중 에밀과 몇몇 다른 사람들이 헬렌보리에 있는 이마누엘 노벨의 공장에서 폭발 사고로 사망했다. 이 사고 후 알프레드는 빈테르비켄에 니트로글리세린 악티에볼라겟 회사를 설립하여 더 외딴 지역에서 작업을 계속했고, 다음 해에는 독일로 이주하여 또 다른 회사인 다이너마이트 노벨을 설립했다.
발파 캡의 발명에도 불구하고 나이트로글리세린의 불안정성 때문에 상업용 폭발물로는 쓸모가 없었다. 이 문제를 해결하기 위해 노벨은 나이트로글리세린을 다른 물질과 결합하여 운송 및 취급에 안전하게 만들면서도 폭발물로서의 효과를 줄이지 않으려 했다. 그는 시멘트, 석탄, 톱밥의 조합을 시도했지만 성공하지 못했다. 마침내 그는 함부르크에 있는 그의 공장 근처 엘베강에서 가져온 화석화된 조류인 규조토를 시도했고, 이것이 나이트로글리세린을 휴대 가능한 폭발물로 성공적으로 안정화시켰다.
노벨은 1867년 5월 7일 영국에서, 1867년 10월 19일 스웨덴에서 그의 발명에 대한 특허를 획득했다. 도입된 후 다이너마이트는 흑색화약과 나이트로글리세린의 안전한 대안으로 빠르게 널리 사용되었다. 노벨은 특허를 엄격하게 통제했으며, 무허가 복제 회사는 신속하게 폐쇄되었다. 일부 미국 사업가들은 규조토가 아닌 수지 등 다른 흡수제를 사용하여 특허를 회피했다.
노벨은 원래 다이너마이트를 "노벨의 발파 파우더"로 판매했고, 나중에 이름을 고대 그리스어 단어인 듀나미스(δύναμις, "힘"을 의미)에서 따와 다이너마이트로 변경했다.

## 제조

### 형태
다이너마이트는 일반적으로 200 mm (8 in) 길이, 약 32 mm (1 1⁄4 in) 직경의 판지 실린더 형태로 판매되며, 무게는 약 190 그램 (1⁄2 트로이파운드)이다. 이렇게 생산된 다이너마이트 한 개는 대략 1 MJ (메가줄)의 에너지를 포함한다. 다른 크기도 존재하며, 부분 (쿼터 스틱 또는 하프 스틱) 또는 무게로 평가된다.
다이너마이트는 일반적으로 "중량 강도"(포함된 나이트로글리세린의 양)로 평가되며, 보통 20%에서 60%이다. 예를 들어, 40% 다이너마이트는 40% 나이트로글리세린과 60% "도프"(안정제 및 첨가물과 혼합된 흡수성 저장 매체)로 구성된다.

### 보관 고려사항
나이트로글리세린 기반 다이너마이트의 최대 유통기한은 좋은 보관 조건에서 제조일로부터 1년으로 권장된다.
시간이 지남에 따라 사용된 흡수제와 관계없이 다이너마이트 막대는 나이트로글리세린을 "흘리거나" "땀을 흘릴" 수 있으며, 이는 상자나 보관 장소 바닥에 고일 수 있다. 이러한 이유로 폭발물 매뉴얼에서는 보관 중인 다이너마이트 상자를 정기적으로 뒤집을 것을 권장한다. 막대 외부에 결정이 형성될 수 있으며, 이는 충격, 마찰 및 온도에 더욱 민감하게 만들 수 있다고 알려져 있다. 따라서 새 다이너마이트의 경우 발파 캡을 사용하지 않고 폭발할 위험은 최소이지만, 오래된 다이너마이트는 위험하다. 현대적인 포장은 다이너마이트를 밀봉된 비닐봉투에 넣고 왁스 코팅된 판지를 사용하여 이를 제거하는 데 도움이 된다.
다이너마이트는 충격에 중간 정도의 민감성을 가지고 있다. 충격 저항 시험은 일반적으로 낙하 망치로 수행된다: 약 100mg의 폭발물을 모루에 놓고, 0.5 and 10 kg (1 and 22 lb) 사이의 무게를 다른 높이에서 떨어뜨려 폭발이 일어날 때까지 계속한다. 2kg 망치로 시험할 때, 뇌홍은 1~2cm 낙하 거리에서 폭발하고, 나이트로글리세린은 4~5cm, 다이너마이트는 15~30cm, 암모니아계 폭발물은 40~50cm에서 폭발한다.

### 주요 제조업체

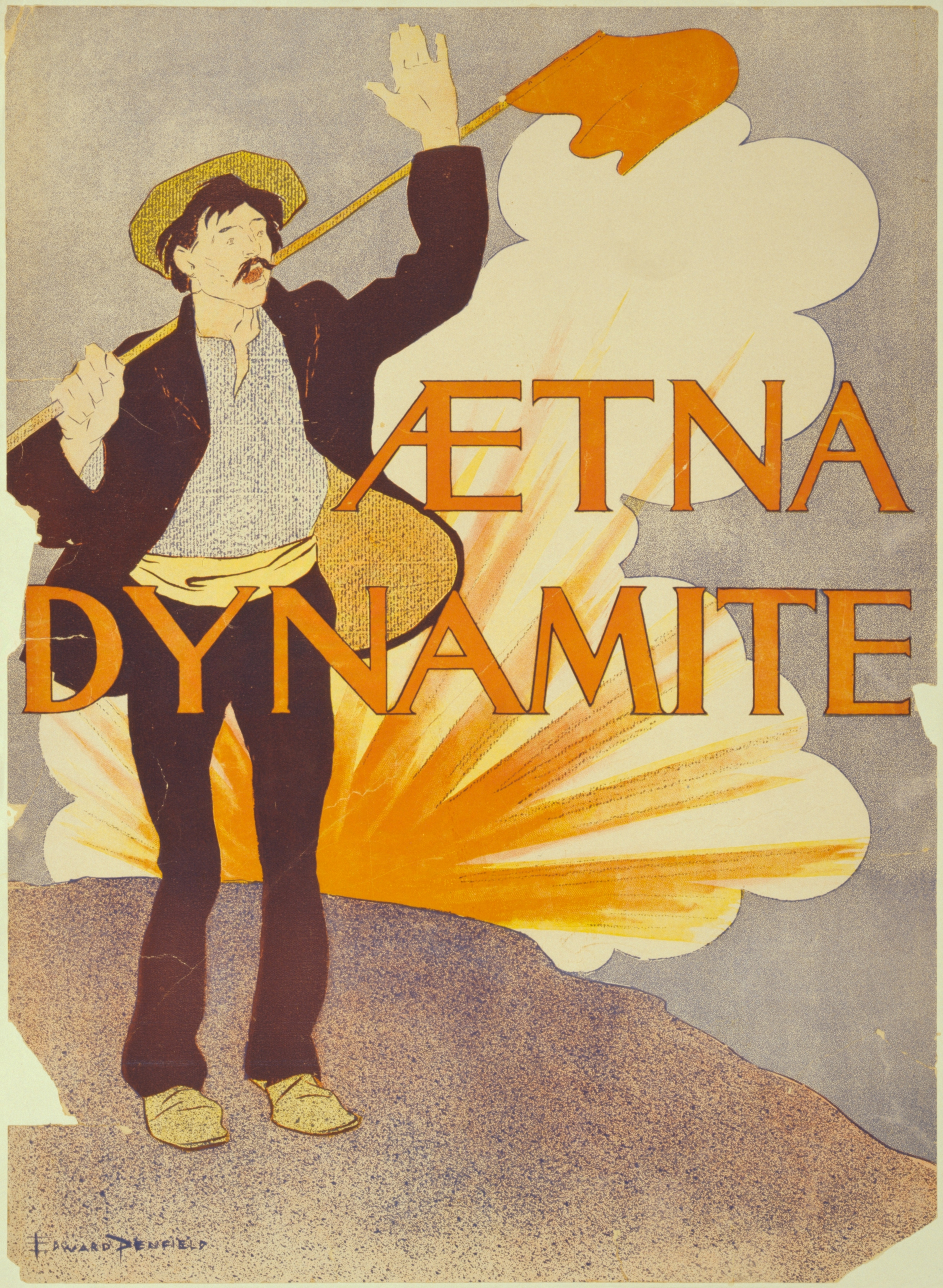
뉴욕 Ætna Explosives Company 광고.

#### 남아프리카
1940년대부터 수십 년 동안, 세계에서 가장 큰 다이너마이트 생산국은 남아프리카 연방이었다. 그곳에서 드비어스 회사는 1902년 서머셋 웨스트에 공장을 설립했다. 이 폭발물 공장은 나중에 AECI (아프리카 폭발물 및 화학 산업)가 운영했다. 이 제품에 대한 수요는 주로 비트바테르스란트를 중심으로 한 국가의 거대한 금광에서 나왔다. 서머셋 웨스트 공장은 1903년에 가동되었고 1907년에는 이미 연간 340,000 케이스(각각 23 킬로그램 (50 lb))를 생산하고 있었다. 모데르폰테인에 있는 경쟁 공장은 연간 200,000 케이스를 추가로 생산하고 있었다.
1960년대 서머셋 웨스트 공장에서 두 차례의 대규모 폭발이 있었다. 일부 노동자들이 사망했지만, 공장의 모듈식 설계와 토목 작업, 그리고 폭발을 위로 향하게 하는 나무 심기 덕분에 인명 손실이 제한적이었다. 모데르폰테인 공장에서도 여러 차례 폭발이 있었다. 1985년 이후, 노동 조합의 압력으로 AECI는 다이너마이트 생산을 단계적으로 중단할 수밖에 없었다. 그 후 공장은 제조 및 취급이 더 안전한 질산 암모늄 에멀션 기반 폭발물을 생산하게 되었다.

#### 미국
다이너마이트는 1867년 노벨로부터 독점권을 얻은 설립자가 세운 캘리포니아 샌프란시스코의 자이언트 파우더 컴퍼니에서 미국에서 처음 제조되었다. 자이언트는 결국 듀폰에 인수되었으며, 듀폰이 1905년에 자이언트를 해체할 때까지 자이언트라는 이름으로 다이너마이트를 생산했다.
그 후, 듀폰은 1911-12년까지 자체 이름으로 다이너마이트를 생산했는데, 이때 "파우더 케이스"에서 미국 순회 법원에 의해 폭발물 독점이 해체되었다. 해체 후 두 개의 새로운 회사인 허큘리스 파우더 컴퍼니와 아틀라스 파우더 컴퍼니가 설립되어 다이너마이트(다른 제형으로) 제조를 맡았다.
현재 다이노 노벨만이 미국에서 다이너마이트를 제조한다. 생산 시설은 카시지 (미주리주)에 위치하며, 다른 제조업체들이 다이노 노벨로부터 재료를 구매하여 자신들의 라벨을 다이너마이트와 상자에 부착한다.

## 비 다이너마이트 폭발물
다른 폭발물들도 종종 다이너마이트로 불리거나 혼동된다:

### 트라이나이트로톨루엔 (TNT)
트라이나이트로톨루엔 (TNT)은 20세기 동안 두 폭발물이 모두 널리 사용되었기 때문에 다이너마이트와 동일하다고 (또는 혼동된다고) 종종 가정된다. 벅스 버니와 같은 만화에서 애니메이터들이 어떤 종류의 폭탄이든 (다이너마이트 막대부터 흑색화약 통까지) TNT라고 표시했기 때문에 TNT와 다이너마이트 사이의 이러한 잘못된 연결이 강화되었다. 이는 이니셜이 더 짧고 기억하기 쉬웠으며, TNT가 "폭탄"을 의미한다는 것을 인식하기 위해 문해력을 필요로 하지 않았기 때문이다.
둘 다 고성능 폭발물이라는 점을 제외하면 TNT와 다이너마이트는 공통점이 거의 없다. TNT는 군대에서 채택된 2세대 주조 가능한 폭발물인 반면, 다이너마이트는 열악한 조건에서 빠르게 변질되고 화재나 빗나간 총알에 의해 폭발할 수 있기 때문에 전쟁에서 인기를 얻지 못했다. 독일군은 다이너마이트가 발명된 지 약 40년 후인 1902년에 TNT를 포탄 충전물로 채택했는데, 다이너마이트는 주로 민간 토목 공사를 위한 1세대 둔화 폭발물이다. TNT는 다이너마이트보다 훨씬 비싸고 무게당 위력이 약하며, 혼합하고 발파공에 채우는 데 시간이 더 오래 걸리기 때문에 민간 토목 공사에서 인기가 있거나 널리 사용되지 않았다. TNT의 주요 장점은 놀라운 둔감성과 안정성이다: 방수성이 뛰어나고 발파 캡이 제공하는 극심한 충격과 열 (또는 공감 폭발) 없이는 폭발할 수 없다. 이러한 안정성 덕분에 81 °C (178 °F)에서 녹여 포탄에 부어 다시 고체화될 수 있으며, TNT의 특성에 추가적인 위험이나 변화가 없다. 따라서 미국에서 생산된 TNT의 90% 이상은 항상 군사 시장을 위한 것이었으며, 대부분의 TNT는 포탄, 수류탄 및 공중 폭탄을 채우는 데 사용되었고, 나머지는 전투 공병의 폭파 전하로 사용하기 위해 갈색 "벽돌"(빨간색 원통이 아님)로 포장되었다.

### "엑스트라" 다이너마이트
미국에서는 1885년에 화학자 러셀 S. 페니먼이 더 비싼 나이트로글리세린 대신 질산 암모늄을 사용하는 폭발물의 형태인 "암모늄 다이너마이트"를 발명했다. 질산 암모늄은 나이트로글리세린의 화학 에너지의 85%만을 가지고 있다.
이는 "중량 강도"(매체 내 질산 암모늄의 양) 또는 "카트리지 강도"(표준 폭발물의 동일한 밀도 및 입자 크기로 생성되는 폭발 강도와 비교하여 특정 밀도 및 입자 크기의 폭발물 양으로 생성되는 잠재적 폭발 강도)로 평가된다. 예를 들어, 고폭 65% 엑스트라 다이너마이트는 65%의 질산 암모늄과 35%의 "도프"(안정제 및 첨가물과 혼합된 흡수성 매체)로 구성된다. "카트리지 강도"는 파운드 단위의 무게에 ANFO (민간 기준) 또는 TNT (군사 기준)와 동일한 양의 폭발물에 대한 강도를 곱한 값이 된다. 예를 들어, 카트리지 강도가 20%인 65% 암모늄 다이너마이트는 해당 막대가 20% ANFO와 동일한 중량 강도를 가진다는 의미이다.

### "군용 다이너마이트"
"군용 다이너마이트"(또는 M1 다이너마이트)는 나이트로글리세린보다 더 안정적인 성분으로 만들어진 다이너마이트 대체품이다. 이는 75%의 RDX, 15%의 TNT, 10%의 감감제 및 가소제를 포함한다. 이는 상업용 다이너마이트의 60%에 해당하는 상대적 유효성 계수 강도만을 가지지만, 보관 및 취급이 훨씬 안전하다.

## 규제
전 세계의 다양한 국가에서는 폭발물에 관한 법률을 제정하고 있으며, 폭발물 또는 그 성분을 제조, 유통, 저장, 사용 및 소유하기 위한 면허를 요구한다.

## 같이 보기
- 나이트로글리세린
- 트라이나이트로톨루엔 (TNT)